# Podmolí
Podmolí (in tedesco Baumöhl) è un comune della Repubblica Ceca facente parte del distretto di Znojmo, in Moravia Meridionale.